# Aristide Joly
Astiride Joly est un philologue et auteur français né le 1er juin 1824 à Châtillon et décédé le 16 janvier 1893.

## Biographie
Docteur ès lettres en 1856, il est professeur à la faculté d'Aix en 1856 puis professeur à la faculté des lettres de Caen en 1862, dont il est doyen en 1871. Notamment, il fut le premier à faire une édition moderne du Roman de Troie, un poème de plus de 30 000 vers.

## Œuvres
- Note sur Benoet du Lac, ou Le theatre et la bazoche a la fin du XVIe siècle. 1862.
- Antoine de Montchrétien: poète et économiste normand, Caen, A. Le-Gost-Clérisse, 1865.
- Une conspiration de la noblesse normande au dix-huitième siècle, Caen, A. Le-Gost-Clérisse, 1865
- Les métamorphoses de l’épopée latine en français au moyen-âge, Paris, 1871.

### Éditions modernes
- De Balthassaris Castilionis (Castiglione) opere cui titulus. Paris, 1856.
- La vraye histoire de Triboulet et autres poésies inédites récréatives, morales et historiques des XVe et XVIe siècles. 1867.
- Benoît de Sainte-More et le Roman de Troie, deux tomes, Paris, Franck, 1870-1.
- La vie de sainte Marguerite, poème inédit de Wace, dans Mémoires de la Société des antiquaires de la Normandie, vol. 30, 1880, p. 173-270.